# Ancteville
Ancteville (prononcé /ɑ̃ktəvil/) est une ancienne commune française, située dans le département de la Manche en région Normandie, peuplée de 223 habitants, devenue commune déléguée à partir du 1er janvier 2019 au sein de la commune nouvelle de Saint-Sauveur-Villages.

## Géographie

### Localisation
La commune est en Pays de Coutances. Son bourg est à 7 km au nord-est de Saint-Malo-de-la-Lande, à 7 km au sud-ouest de Saint-Sauveur-Lendelin, à 8 km au nord de Coutances et à 14 km au sud de Lessay.
Ancteville est traversée par le ruisseau Champaux, qui est en fait le fleuve côtier Ay dont la source est sur la commune voisine, La Vendelée. Il alimente plusieurs étangs sur la commune.
La commune se compose d'un bourg principal (Ancteville) et de plusieurs écarts : la Foreterie, la Renaudière Juhel, la Violette, la Jacoperie, le Grand Moulin, la Cardinière, l'Aubellerie, le Pont, la Morellerie, la Drie, les Hauts Vents, la Renaudière Féret, la Mare Cotelle, la Verneuillierie de Haut, la Verneuillerie de Bas, le Moulin Foulon, la Foulerie (avec étang et gîte équestre), la Grande Halle, la Petite Halle, la Martinière, la Plaudrie, l'Hôtel Bouillon, le Beuzepré, l'Hôtel Joie, la Dauvinière, la Plichonnerie, l'Hôtel Piquet, Champaux, la Fouberdière, la Houssaye, Rome, la Petite Violette.
| Muneville-le-Bingard, Montsurvent | Muneville-le-Bingard, La Ronde-Haye | La Ronde-Haye          |
| Montsurvent                       | Ancteville                          | Saint-Sauveur-Lendelin |
| Montsurvent, Servigny             | Servigny, La Vendelée               | Monthuchon             |

## Toponymie

### Attestation et origine
Le nom de la localité est attesté sous les formes Ansketelvilla en 1196 et Ansquetevilla en 1232.
À l'origine, il s'agissait du « domaine rural d'Ásketill » (anthroponyme scandinave), soit Ásketill-villa.
Le gentilé est Anctevillais.

### Microtoponymie
Le hameau Beuzepré, on peut supposer qu'il signifiait « le pré de Boso » (anthroponyme germanique), auquel se superpose avec le nom de personne scandinave Bósi, selon Dominique Fournier. C'est ce qui expliquerait le grand nombre de Beuzeville, Beuzebosc, Beuzemouchel, etc. caractéristiques de la seule Normandie et le patronyme normand Beux.
La moitié des lieux-dits d'Ancteville sont en Y-ère/-erie. Ce sont des habitats postérieurs au XIe siècle, qui résultent du fort accroissement démographique normand. Ils désignaient la ferme de la famille Y, fondée sur les nouvelles terres obtenues par les grands défrichements. Les essarts prennent le nom des défricheurs, suivi du suffixe -erie ou -ière.
Les autres lieux-dits en (Hôtel / Hameau / Le(s) / Clos / Pont / Maison)-Y s'avèrent plus récents, ils indiquaient un bien de la famille Y.

## Histoire

### Moyen Âge
Jeanne de Bourgogne (1293-1348), reine de France et de Navarre, héritière du domaine de Saint-Sauveur-Lendelin dont Ancteville faisait partie, donne ses biens et le patronage de l'église d'Ancteville au domaine royal, expliquant ainsi la riche statuaire de l'église.

### Temps modernes
Au XVIIe siècle, Ancteville relevait du roi et dépendait du domaine et du bailliage de Saint-Sauveur-Lendelin. En 1678, le village a pour seigneur Alexandre-David Hellouin (1648-1708), écuyer, conseiller du roi, bailli et lieutenant civil et criminel du bailliage de Saint-Sauveur-Lendelin, époux de Françoise II Levilly, et en 1752, on trouve Pancrace Hellouin seigneur d'Ancteville et du Dick.

### Révolution française et Empire
Jean Cardin (1752-† ), né à Ancteville, religieux dominicain à Coutances, refusa de prêter serment et s'exila à Jersey. À son retour, il fut curé d'Ancteville.

### Époque contemporaine
La commune nouvelle de Saint-Sauveur-Villages est créée le 1er janvier 2019 après la fusion d'Ancteville, Le Mesnilbus, La Ronde-Haye, Saint-Aubin-du-Perron, Saint-Michel-de-la-Pierre, Saint-Sauveur-Lendelin et Vaudrimesnil.

## Politique et administration

### Circonscriptions administratives avant la Révolution
- Généralité : Caen.
- Élection : Coutances.
- Sergenterie : Irville ou Couraye d'Irville.

### Administration municipale
| Période                                                                                | Période       | Identité                 | Étiquette | Qualité               |
| -------------------------------------------------------------------------------------- | ------------- | ------------------------ | --------- | --------------------- |
| 1795                                                                                   | 1799          | Pierre Laisney           |           |                       |
| 1800                                                                                   | 1808          | Jean-Baptiste Bouillon   |           |                       |
| 1808                                                                                   | 1812          | André Lefèvre            |           |                       |
| 1813                                                                                   | 1826          | André Lefebvre           |           |                       |
| 1826                                                                                   | 1841          | Jean Laurent             |           |                       |
| 1841                                                                                   | 1860          | Maximilien Cardin        |           |                       |
| 1860                                                                                   | 1871          | Jules Leprieur           |           |                       |
| 1871                                                                                   | 1881          | Jean-Baptiste Lesaulnier |           |                       |
| 1881                                                                                   | 1898          | Jean-Baptiste Guillot    |           |                       |
| 1898                                                                                   | 1919          | Jean-Baptiste Juhel      |           |                       |
| 1919                                                                                   | 1929          | Léonce Robin             |           |                       |
| 1929                                                                                   | 1941          | Léon Enouf               |           |                       |
| 1941                                                                                   | 1953          | Hyacinthe Enouf          |           |                       |
| 1953                                                                                   | 1965          | Adolphe Juhel            |           |                       |
| 1965                                                                                   | 1995          | René Eve                 |           |                       |
| mars 1995                                                                              | mars 2008     | Paul Joubert             |           |                       |
| mars 2008                                                                              | décembre 2018 | Daniel Lamy              |           | Professeur des écoles |
| Une partie des données est issue d'une liste établie par Jean Pouëssel et Daniel Lamy. |               |                          |           |                       |

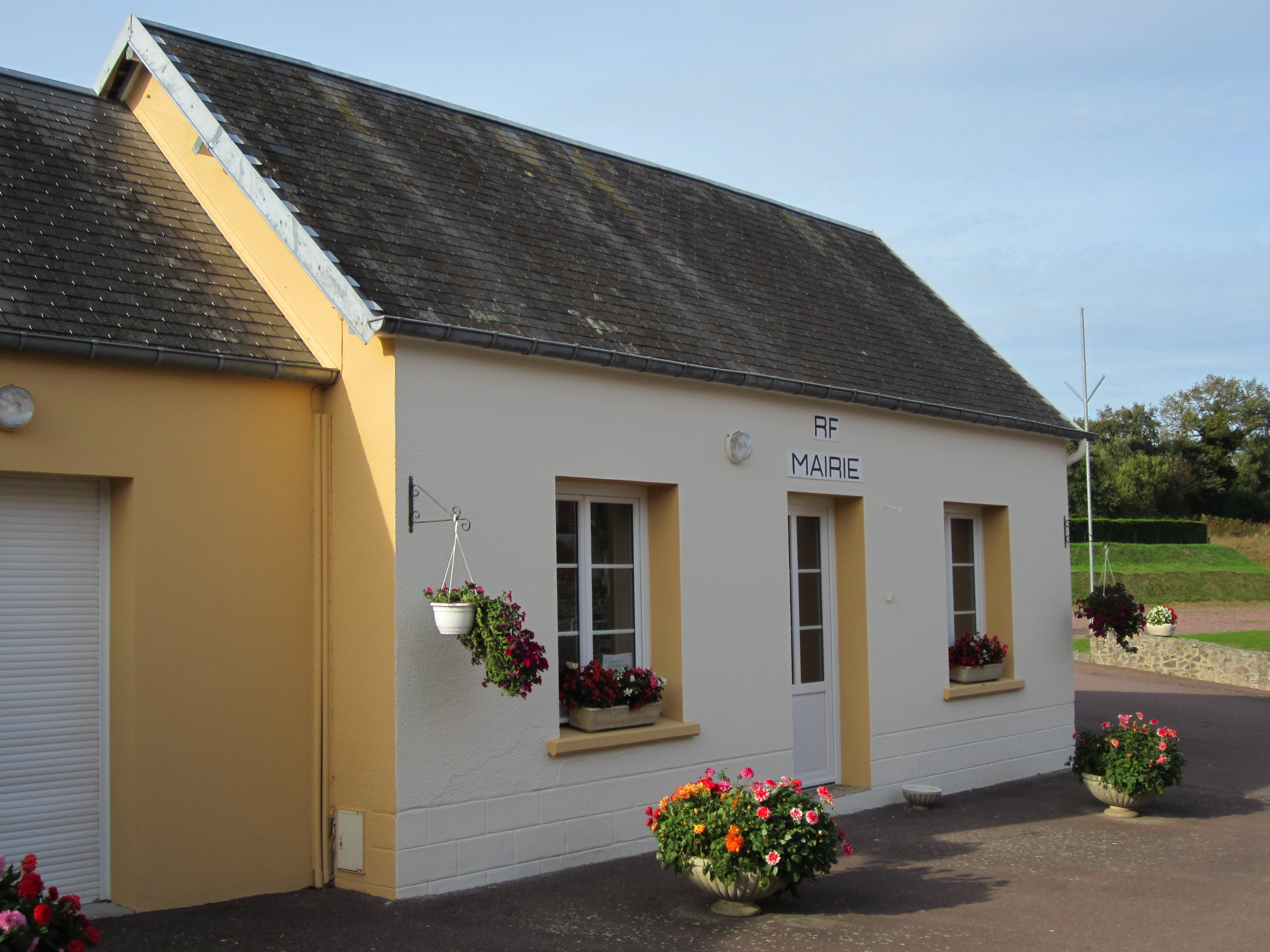
Mairie.

Le conseil municipal était composé de onze membres dont le maire et deux adjoints.
Le 1er janvier 2019, par arrêté préfectoral du 20 décembre 2018, Ancteville devient une commune déléguée au sein de la commune nouvelle de Saint-Sauveur-Villages.
| Période      | Période      | Identité      | Étiquette | Qualité               |
| ------------ | ------------ | ------------- | --------- | --------------------- |
| janvier 2019 | juillet 2020 | Daniel Lamy   | SE        | Professeur des écoles |
| juillet 2020 | En cours     | Franck Danlos | SE        | Agriculteur           |

## Démographie
En 2021, la commune comptait 223 habitants. Depuis 2004, les enquêtes de recensement dans les communes de moins de 10 000 habitants ont lieu tous les cinq ans (en 2004, 2009, 2014, etc. pour Ancteville) et les chiffres de population municipale légale des autres années sont des estimations. 
Ancteville a compté jusqu'à 642 habitants en 1806.
| 1793 | 1800 | 1806 | 1821 | 1831 | 1836 | 1841 | 1846 | 1851 |
| ---- | ---- | ---- | ---- | ---- | ---- | ---- | ---- | ---- |
| 600  | 596  | 642  | 605  | 623  | 591  | 584  | 572  | 560  |

| 1856 | 1861 | 1866 | 1872 | 1876 | 1881 | 1886 | 1891 | 1896 |
| ---- | ---- | ---- | ---- | ---- | ---- | ---- | ---- | ---- |
| 555  | 500  | 480  | 464  | 472  | 482  | 467  | 427  | 405  |

| 1901 | 1906 | 1911 | 1921 | 1926 | 1931 | 1936 | 1946 | 1954 |
| ---- | ---- | ---- | ---- | ---- | ---- | ---- | ---- | ---- |
| 389  | 373  | 361  | 351  | 342  | 326  | 316  | 314  | 287  |

| 1962 | 1968 | 1975 | 1982 | 1990 | 1999 | 2006 | 2009 | 2014 |
| ---- | ---- | ---- | ---- | ---- | ---- | ---- | ---- | ---- |
| 254  | 254  | 212  | 208  | 202  | 204  | 199  | 239  | 251  |

| 2018 | - | - | - | - | - | - | - | - |
| ---- | - | - | - | - | - | - | - | - |
| 225  | - | - | - | - | - | - | - | - |

## Culture locale et patrimoine

### Lieux et monuments

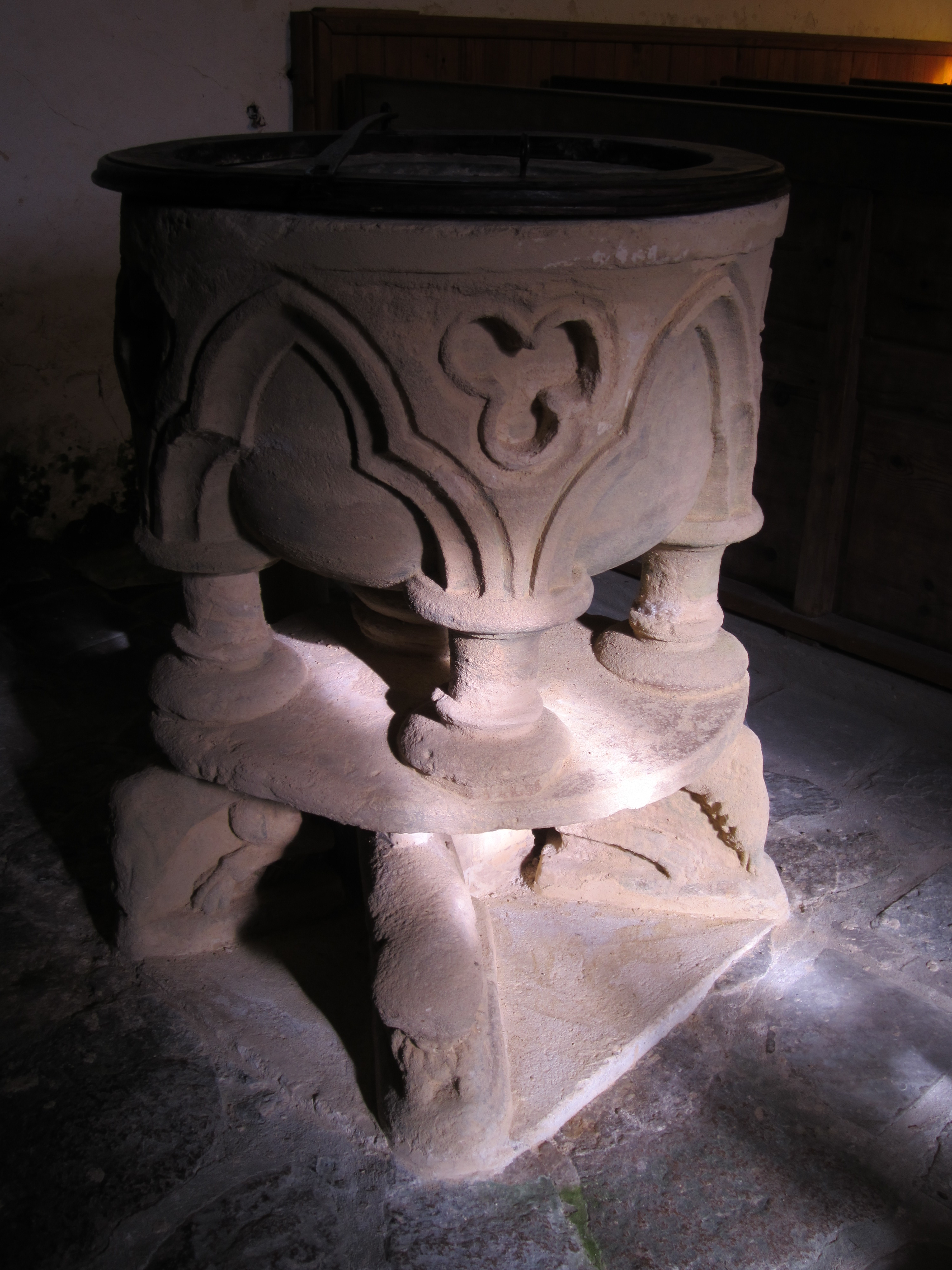
Fonts baptismaux.

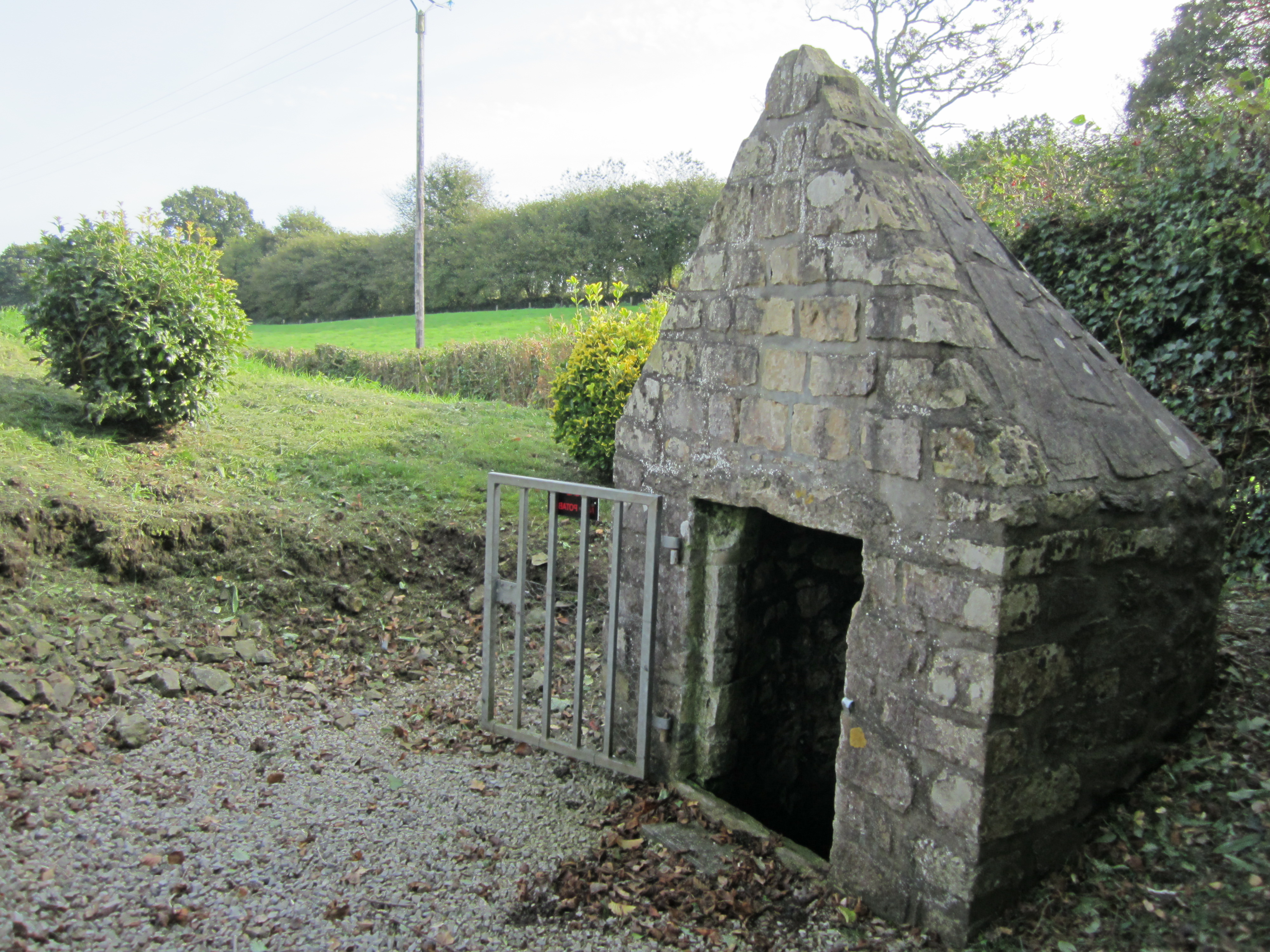
La fontaine Saint-Méen.

- Église Saint-Pierre des XVIe – XVIIIe siècles avec portail flamboyant et statue de saint André, avant-porche, nef romane, avec traces de maçonnerie en arête de poisson.

L'église abrite des fonts baptismaux du XIIIe, et une statue de saint Pierre assis en pape du XVIe classés au titre objets aux monuments historiques,. Sont conservés également un autel du XVIIIe, un bénitier du Moyen Âge, une Vierge à l'Enfant du XIVe, un tableau de saint Dominique du XIXe de B. Quesnel, et une verrière de R. Lardeur.
- Statue, autel et fontaine Saint-Méen dans le cimetière. Saint Méen est invoqué pour vaincre les maladies de peau, eczémas ou dermatoses[6].
- Ancien portail du cimetière (vers 1600).
- Croix de cimetière (1821).
- Croix de chemin du XVIe siècle.
- Ancien portail de cimetière du XVIe siècle.
- Manoir de la Foulerie du XVIe siècle, restauré et transformé en gîtes.
- Manoir de la Jacoperie du XVIe siècle. François Juhel (fl. au XVIIe siècle), seigneur de la Jocasserie, racheta, en 1630 au commandeur de Valcanville, le fief d'Ancteville, ancienne propriété des Templiers[6].
- Manoir de la Renaudière-Juhel des XVe – XVIIe siècles.

### Personnalités liées à la commune
- Raymond Delisle, (1943-2013), coureur cycliste y est né.